# AHFC Royals
El AHFC Royals es un equipo de fútbol de Estados Unidos que juega en la USL League Two, la cuarta división de fútbol del país.

## Historia
Fue fundado el 15 de agosto de 2017 en la ciudad de Houston, Texas como uno de los equipos de expansión de la USL PDL para la temporada 2018 que se anunció una semana antes, además de también haber creado una sección en la Women's Premier Soccer League.
En 2018 el club finalizó en tercer lugar de su división y no avanzó a los playoff. En la siguiente temporada fue uno de los equipos fundadores de la USL League Two que tuvo su temporada inaugural en 2019, donde no pudo clasificar a los playoff ni tampoco a la US Open Cup.

## Temporadas
| Año  | División | Liga           | Temporada Regular | Playoffs     | US Open Cup  |
| ---- | -------- | -------------- | ----------------- | ------------ | ------------ |
| 2018 | 4        | USL PDL        | 3º, Mid South     | No clasificó | No participó |
| 2019 | 4        | USL League Two | 4º, Mid South     | No clasificó | No clasificó |